# Чобеніш
Чобеніш (рум. Ciobăniș) — село у повіті Харгіта в Румунії. Входить до складу комуни Чуксинджорджу.
Село розташоване на відстані 216 км на північ від Бухареста, 27 км на схід від М'єркуря-Чука, 138 км на південний захід від Ясс, 91 км на північний схід від Брашова.

## Населення
За даними перепису населення 2002 року у селі проживали 17 осіб.
Національний склад населення села:
| Національність | Кількість осіб | Відсоток |
| -------------- | -------------- | -------- |
| угорці         | 11             | 64,7%    |
| румуни         | 6              | 35,3%    |

Рідною мовою назвали:
| Мова      | Кількість осіб | Відсоток |
| --------- | -------------- | -------- |
| угорська  | 11             | 64,7%    |
| румунська | 6              | 35,3%    |